# Batalla de Bir Hakeim
La batalla de Bir Hakeim va tenir lloc a Bir Hakeim, un oasi al desert de Líbia al sud i a l'oest de Tobruk, durant la batalla de Gazala (26 de maig - 21 de juny de 1942). La 1a Brigada Francesa Lliure sota el comandament del general de brigada Marie-Pierre Kœnig va defensar la posició del 26 de maig a l'11 de juny contra les forces del Panzerarmee Afrika comandades pel Generaloberst Erwin Rommel. El Panzerarmee va capturar Tobruk deu dies després.

El retard imposat a l'ofensiva de l'Eix per la defensa de Bir Hakeim va influir en la cancel·lació de l'operació Herkules, la invasió de Malta per l'Eix. Rommel va envair Egipte, frenat per les accions de retard britàniques fins a la Primera Batalla d'El Alamein al juliol, on l'avanç de l'Eix es va aturar. Ambdós bàndols van utilitzar la batalla per a la propaganda, Winston Churchill va declarar que el francès lliure era el "francès lluitador". El major general Friedrich von Mellenthin va escriure:
En tot el curs de la guerra del desert, mai no ens vam trobar amb una defensa més heroica i ben sostinguda.

## Antecedents

### Vuitè Exèrcit
A principis de 1942, després de la seva derrota a Cirenaica occidental, el Vuitè Exèrcit britànic al comandament del tinent general Neil Ritchie es va enfrontar a les tropes de l'Eix a Líbia, a uns 48 km a l'oest del port de Tobruk, al llarg d'una línia des de la costa a Gazala, cap al sud durant uns 48 km durant Unternehmen Theseus (operació Teseu). Els dos bàndols van acumular subministraments per a una ofensiva contra el seu oponent i el general Claude Auchinleck, comandant en cap del comandament de l'Orient Mitjà, esperava que el Vuitè Exèrcit estigués llest al maig. Els trencadors de codis britànics van fer un seguiment de l'enviament de combois a Líbia mentre l'ofensiva britànica contra l'enviament de subministraments per a l'Eix al nord d'Àfrica va ser neutralitzada pel bombardeig de l'Eix a Malta i van preveure que l'Eix atacaria primer.
Com que el Vuitè Exèrcit no estava preparat per prendre l'ofensiva, Neil Ritchie va planejar lliurar una batalla defensiva a la línia de Gazala. L'apreciació d'Auchinleck de la situació a Ritchie a mitjans de maig preveia un atac frontal al centre de la línia de Gazala seguit d'un avanç a Tobruk o un moviment de flanqueig cap al sud, avançant al voltant de la línia de Gazala cap a Tobruk. Auchinleck va preveure que el primer era més probable (amb una finta al flanc per allunyar els tancs del Vuitè Exèrcit) mentre que Ritchie afavoria el segon. Auchinleck va suggerir que els tancs britànics es concentressin prop d'El Adem, on estaria ben situada per fer front a qualsevol amenaça.
Des de l'operació Crusader a finals de 1941, el Vuitè Exèrcit havia rebut els tancs mitjans M3 Grant construïts pels nord-americans amb un canó de 37 mm. a la torreta i un canó de 75 mm. en una casamata al casc, que podria penetrar el blindtge del Panzer III Ausf. H i J i del Panzer IV a 590–780 m. El blindatge frontal del Grant era prou gruixut per resisitir el canó antitanc Pak 38 de 5 cm a 910 m i el canó KwK 38 de 50 mm del Panzer III a 230 m. Els primers 112 dels nous canons antitanc britànics de 6 lliures (57 mm) havien arribat i havien estat assignats a les brigades motoritzades de les divisions blindades.

### Panzerarmee Afrika
A la reunió entre Hitler i Mussolini a Berchtesgaden l'1 de maig, es va acordar que Rommel atacaria a finals de mes per capturar Tobruk. L'Exèrcit Panzer d'Àfrica (Panzerarmee Afrika/Armata Corazzata Africa) havia d'aturar-se a la frontera egípcia, mentre que es capturaria Malta en l'Operació Herkules i després Rommel havia d'envair Egipte. El Panzerarmee havia millorat el blindatge dels Panzer III Ausf. H i havia rebut dinou Panzer III Ausf. J, conegut pels britànics com Mark III Specials, amb canons de canó llarg KwK 39 de 5 cm. També havien arribat els Panzer IV Ausf. G (Mark IV Specials) amb canons KwK 40 de canó llarg de 7,5 cm. L'Abwehr (intel·ligència militar alemanya) havia trencat alguns codis militars britànics i a finals de 1941 va penetrar Black, el codi utilitzat per Bonner Fellers, l'agregat militar nord-americà a Egipte. Els britànics van divulgar molta informació tàctica a Fellers, que sense voler-ho va informar a l'Eix mentre informava al govern dels EUA.
Els atacs aeris de la Luftwaffe i la Regia Aeronautica a Malta van reduir la seva capacitat ofensiva i els combois de subministrament d'Itàlia van arribar a les forces de l'Eix a Àfrica amb menys pèrdues. Fins al maig, els lliuraments mensuals de l'Eix a Líbia van ser de mitjana 60.963 tones, menys que la quantitat rebuda per les forces de l'Eix de juny a octubre de 1941, però suficient per a una ofensiva. L'avanç de 1.448 km fins a Gazala va tenir èxit perquè el port de Bengasi estava obert, reduint la distància de transport per al voltant del 33 per cent dels subministraments del Panzerarmee a 451 km. La captura de Malta no alteraria les limitacions de la capacitat i la distància del port; la protecció dels combois i l'ús d'un gran port proper al front encara seria necessari.

#### Operació Venècia

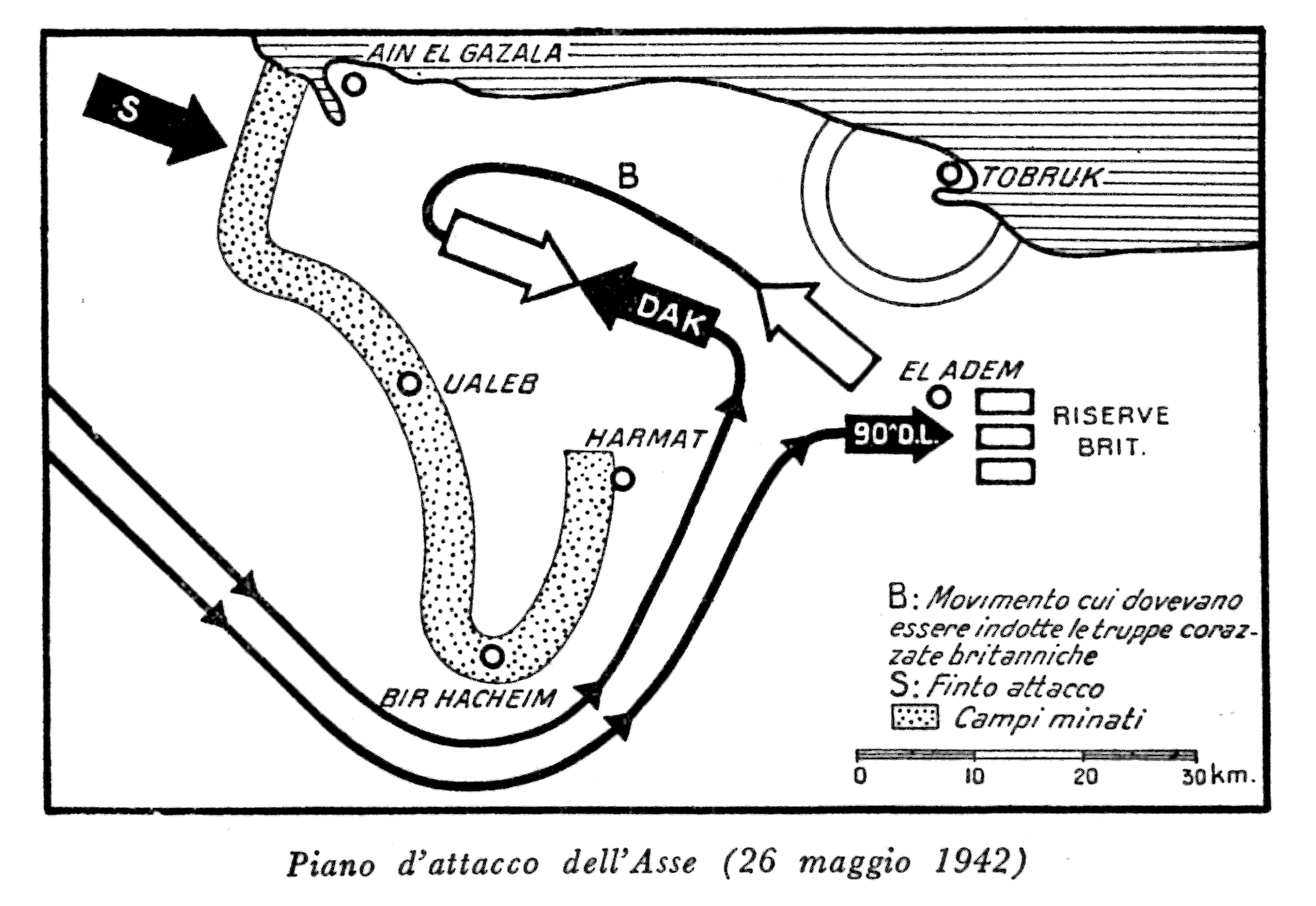
L'operació Venècia segons els plans de Rommel

Unternehmen Venezia (Operació Venècia), el pla d'atac de Rommel, era que els tancs avançaven al voltant de la brigada que defensava el box (angles caixa. Posició defensiva per a una brigada d'uns 5x5 km envoltada de camps de mines i filats de filferro de pues) de Bir Hakeim a l'extrem sud de la línia de Gazala. Al costat esquerre de la maniobra, la 132a Divisió Blindada italiana Ariete neutralitzaria el box de Bir Hakeim. Més al sud, la 21a Divisió Panzer i la 15a Divisió Panzer avançarien pel desert, es mourien cap a l'est i després girarien cap al nord darrere de la línia de Gazala per destruir els blindats britànics i tallar la retirada de les divisions d'infanteria disposades a la línia defensiva de Gazala. La part més al sud de la formació atacant, un kampfgruppe (grup de batalla) de la 90.leichte Afrika Division (Generalmajor Ulrich Kleemann) havia d'avançar cap a El Adem al sud de Tobruk, tallar les rutes de subministrament des del port fins a la línia de Gazala i mantenir les tropes britàniques a Tobruk amb una enganyifa; Amb motors d'avió muntats en camions havien d'aixecar pols, simulant la presència d'una gran força blindada.
La resta del XX Cos Motoritzat italià, la 101a Divisió Motoritzada Trieste, obriria un pas al camp de mines al nord de Bir Hakeim, prop del box de Sidi Muftah, per crear una ruta de subministrament als panzers. Rommel va anticipar que després d'haver vençut els tancs britànics, hauria capturat El Adem, Ed Duda i Sidi Rezegh a la nit i més tard el box defensiu de Knightsbridge, a uns 40 km (25 milles) al nord-est de Bir Hakeim. Els tancs de l'Eix estarien en posició l'endemà per atacar cap a l'oest contra els box defensius del Vuitè Exèrcit entre Gazala i Alem Hamza, enfrontant-se a l'atac cap a l'est dels cossos X i XXI italià. A finals de maig, les forces de l'Eix comprenien 90.000 homes, 560 tancs i 542 avions.

## Preludi

### Línia Gazala

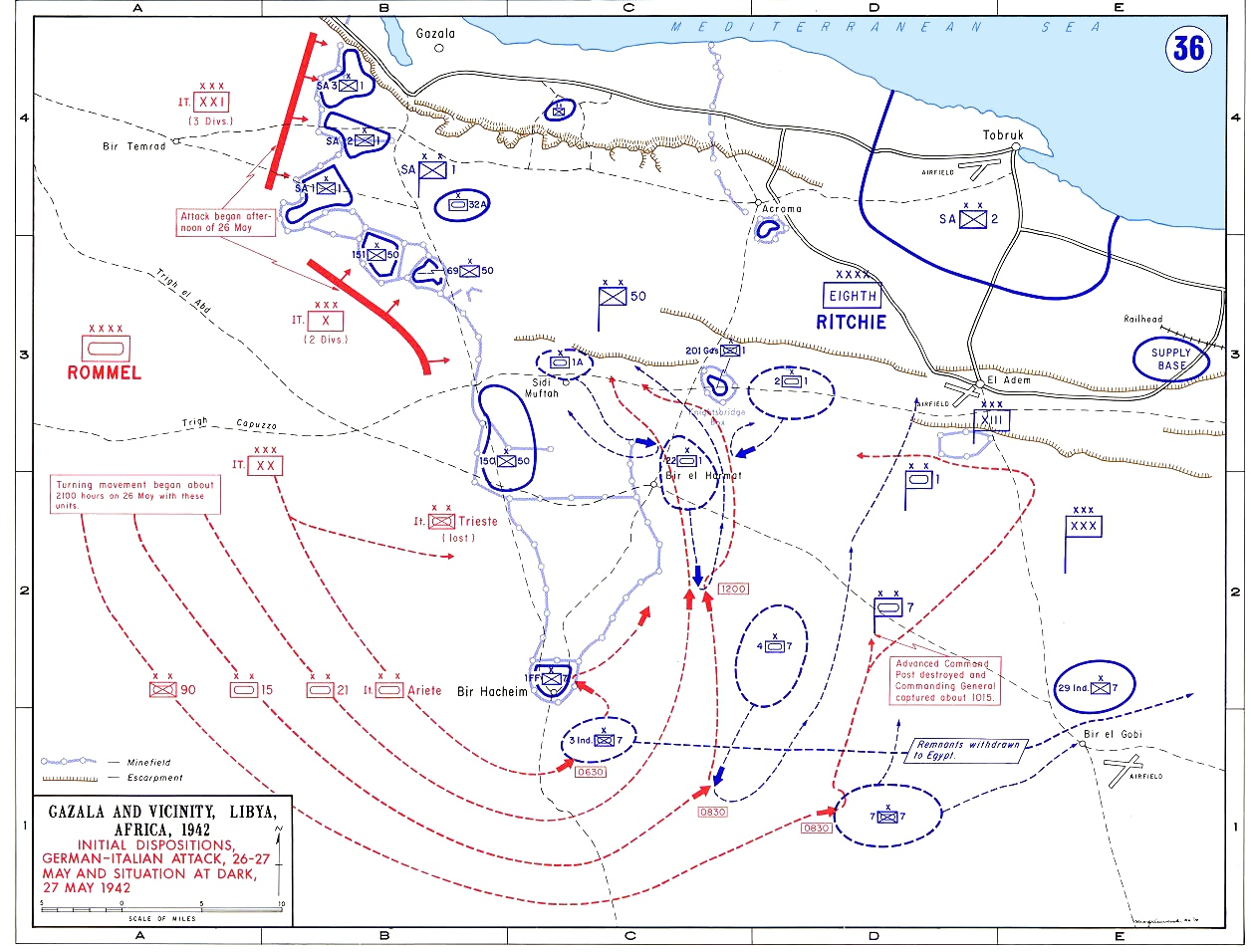
Avanç de l'Eix. Inici de l'operació Venècia

Després dels contra-atacs de Rommel, el gener, des de El Agheila, el Vuitè Exercit es va retirar a la línia fortificada de Gazala i Timimi (just a l'oest de Tobruk), on el Vuitè Exèrcit va poder concentrar prou les seves forces per aturar-se i lluitar. El 4 de febrer, l'avanç de l'Eix s'havia aturat i la línia del front s'havia estabilitzat, des de Gazala, a la costa, 48 km a l'oest de Tobruk, fins a l'antiga fortalesa otomana de Bir Hakeim, 80 km (50 milles) fins al sud. La línia de Gazala era una sèrie de posicions defensives anomenades box (caixes) amb capacitat per a una brigada cadascuna, distribuïdes a través del desert darrere de camps de mines i filat, vigilades per patrulles regulars entre les caixes. Els francesos lliures es trobaven al sud, a la caixa Bir Hakeim, a 21 km al sud de la caixa de la 150a Brigada d'Infanteria, que es trobava a 10 km al sud de la caixa de la 69a Brigada d'Infanteria. La línia no estava equipada uniformement, amb un nombre més gran de tropes cobrint la carretera de la costa, deixant el sud menys protegit però s'havien col·locat camps de mines profunds davant de les caixes.
La llargada de la lína feia que un atac al voltant del flanc sud fos més difícil d'abastir. Darrere de la línia de Gazala hi havia les caixes de Commonwealth Keep, Acroma, Knightsbridge i El Adem, ubicades per bloquejar camins i cruïlles. El box de Retma es va acabar just abans de l'ofensiva de l'Eix, però les obres del Punt 171 i Bir el Gubi no van començar fins al 25 de maig. A finals de maig, la 1a divisió sud-africana es atrinxerar a la costa, amb la 50a divisió d'infanteria (Northumbria) al sud i la 1a brigada francesa lliure més a l'esquerra a Bir Hakeim. La 1a i 7a divisions blindades britàniques esperaven darrere de la línia principal com a força mòbil de contraatac, la 2a divisió sud-africana va guarnicionar Tobruk i la 5a divisió d'infanteria índia estava en reserva. Els britànics tenien 110.000 homes, 843 tancs i 604 avions.

### Bir Hakeim

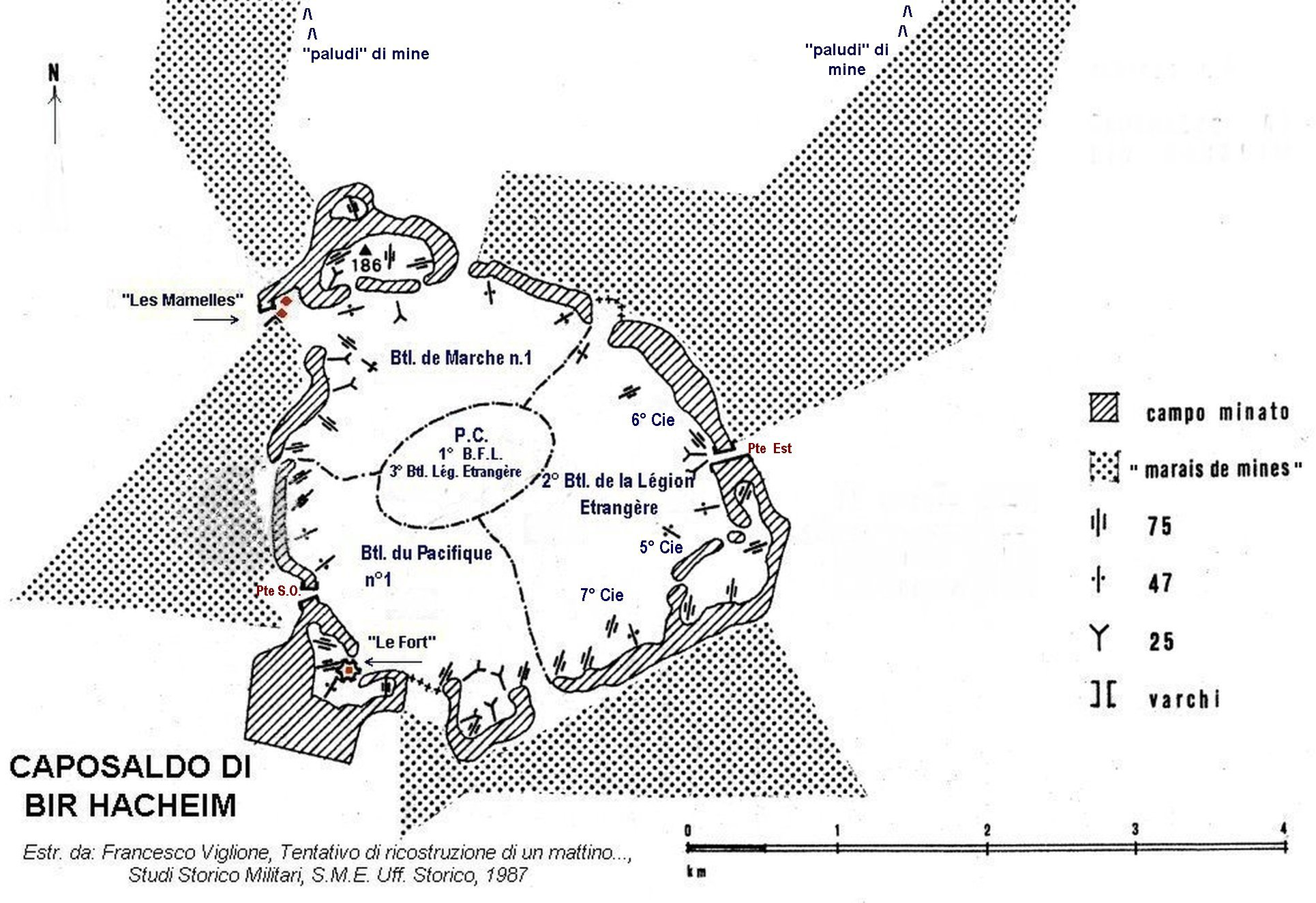
Mapa detallat de la posició defensiva de Bir Hakeim ocupada per les Forces Lliures franceses durant el maig de juny de 1942 amb el camps de mines i les tropes.

El fort de Bir Hakeim (El pou del vell savi) havia estat construïda pels otomans i posteriorment utilitzada com a estació pels meharistes italians (cossos de camells) per controlar el moviment a la cruïlla de dos camins beduins. Els pous feia temps que estaven secs i havien estat abandonats, però les tropes índies van tornar a ocupar el lloc per construir un punt fort envoltat per 50.000 mines. La fortificació era un pentàgon irregular apuntant cap al nord, d'uns 4 km × 5 km d'ample. El 14 de febrer, la 150a Brigada d'Infanteria va ser rellevada a la caixa per la 1a Brigada Francesa Lliure (Général Marie Pierre Kœnig), part del XXX Cos (Tinent General Charles Norrie). Amb una força de combat de 3.000 homes i un esglaó posterior d'uns 600 homes basats a 24 km a l'est darrere de la línia, la brigada estava formada per la 13a Demi-Brigada de la Legió Estrangera (13e DBLE), una unitat regular i la columna vertebral dels francesos lliures, amb la 2a semibrigada colonial, una combinació de dos batallons de nous voluntaris.
El 13e DBLE s'havia format per lluitar a Finlàndia però es va utilitzar a la campanya de Noruega, sent la primera unitat a unir-se a la França Lliure a Anglaterra. Va ser una unitat veterana dels combats a l'Eritrea italiana i la Síria francesa contra Vichy; la mitja brigada fou reforçada per uns 1.000 legionaris i dos oficials del derrotat a Síria 6è Regiment d'Infanteria Estrangera (6e REI), que ara formava un tercer batalló. A mitjans de maig, el perímetre i les zones centrals consistien en 1.200 atrinxeraments, pous de tirador, emplaçaments de canons i búnquers subterranis, amagatalls camuflats profunds per a vehicles i dipòsits de subministraments. L'interior del box estava dividit en zones, cadascuna d'elles responsabilitat d'una unitat, amb la seu de Kœnig prop del centre, a la cruïlla de camins. Els camps de mines antitanc i antipersonal van ser patrullats pel 3r Batalló de la Legió Estrangera (Lamaze), amb seixanta-tres Bren Gun Carriers dividits en tres esquadrons. Les patrulles es movien pels carrils dels camps de mines, prestant especial atenció a la zona al nord fins a la caixa de Sidi Muftah a Got el Ualeb, en mans de la 150a Brigada.

### Batalla de Gazala
article principal Batalla de Gazala

Mapa de la línia Gazala i Operació Venècia, maig-juny de 1942.

A les 14:00 h. el 26 de maig, el X i XXI Cossos italians van iniciar un atac frontal a la línia central de Gazala. Hi van participar uns quants elements de l'Afrika Korps i el XX Cos Motoritzat italià i durant el dia el gruix de l'Afrika Korps es va desplaçar cap al nord, per donar la impressió que era l'atac principal. Quan es va fer fosc, les formacions blindades van girar cap al sud en un moviment ampli per l'extrem sud de la línia de Gazala. A primera hora del 27 de maig, la força principal del Panzerarmee Afrika, l'Afrika Korps, el XX Cos Motoritzat i la 90a Divisió Lleugera, van rodejar l'extrem sud de la línia de Gazala, utilitzant els camps de mines britànics per protegir el flanc i la rereguarda de l'Eix. La Divisió Ariete va ser retinguda durant aproximadament una hora per la 3a Brigada Motoritzada Índia (7a Divisió Blindada), atrinxerada a uns 6 km al sud-est de Bir Hakeim.
La 15a Divisió Panzer es va enfrontar a la 4a Brigada Blindada, que havia arribat al sud per donar suport a la 3a brigada índia i la 7a motoritzada. Els alemanys van quedar sorpresos per l'abast i la potència dels canons de 75 mm del nou M3 Grants, però a última hora del matí, la 4a Brigada Blindada s'havia retirat cap a El Adem i les unitats blindades de l'Eix havien avançat més de 40 km cal nord. El seu avanç va ser aturat cap al migdia per la 1a Divisió Blindada, amb combats mútuament costosos. A la dreta, la 90a Divisió Lleugera va forçar la 7a Brigada Motoritzada a sortir de Retma cap a l'est per Bir el Gubi. Avançant cap a El Adem a mig matí, els cotxes blindats de la 90a Divisió Lleugera van envair i van dispersar el quarter general avançat de la 7a Divisió Blindada (General Frank Messervy), prop de Bir Beuid. Messervy va ser capturat i es va treure les seves insígnies, persuadint als alemanys que era un Ajudant de camp; va escapar-se amb diversos homes més i es va reincorporar a la divisió. La 90a Divisió Lleugera va arribar a la zona d'El Adem a mig matí i va capturar diverses bases de subministrament. L'endemà, la 4a Brigada Blindada es va traslladar a El Adem i va obligar la 90a Divisió Lleugera a retirar-se cap al sud-oest.

## El setge

### 27 de maig

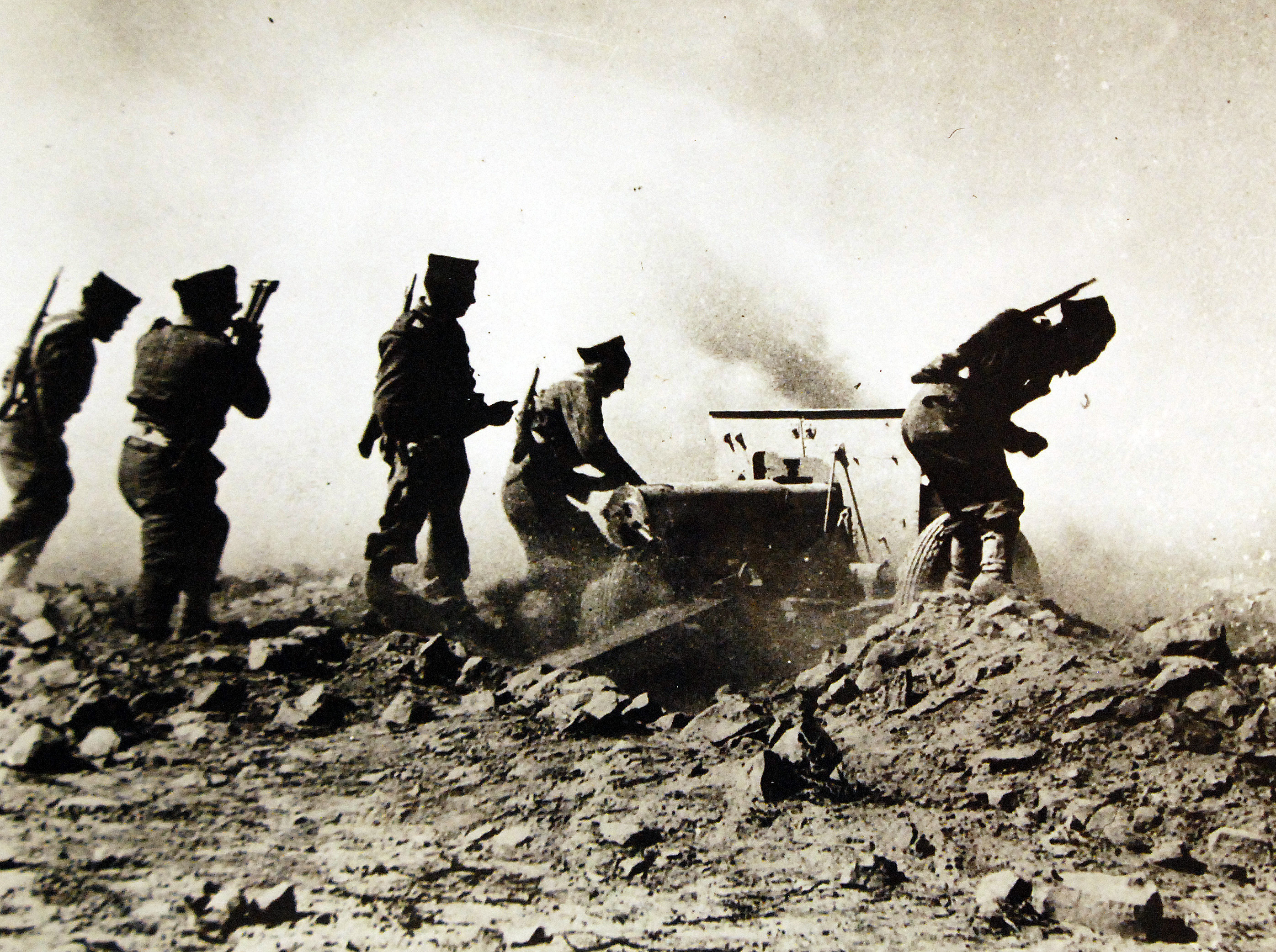
Un canó antitanc francès de 75 mm en acció.

La 15a i la 21a divisions Panzer, la resta de la 90a Divisió Lleugera i la Divisió "Ariete" van començar el seu gran moviment envoltant al sud de Bir Hakeim tal com estava previst. La 3a Brigada Motoritzada Índies va ser sorpresa a les 6:30 a.m. del 27 de maig i sobrepasada al punt 171, a 6,5 km al sud-est de Bir Hakeim, pel 132è Regiment d'Infanteria de la Divisió "Ariete" i alguns tancs alemanys, perdent uns 440 homes i la major part del seu equipament. Aleshores, la 7a Brigada Motoritzada va ser atacada a Retma i forçada a tornar a Bir el Gubi. La 4a Brigada Blindada va avançar en el seu suport i va xocar amb la 15a Divisió Panzer; el 8è Hússars va ser destruït i el 3r Regiment Reial de Tancs (3r RTR) va perdre molts tancs. Els britànics van infligir pèrdues considerables, a canvi, però després es van retirar a El Adem.
Després de superar la 3a brigada motoritzada índia, els batallons de tancs mitjans VIII, IX i X del 132è regiment d'infanteria italià es van traslladar al nord-est de Bir Hakeim i el IX Batalló (coronel Prestisimone) amb seixanta tancs, va canviar de direcció cap a el fort. El IX Batalló va arribar davant del camp de mines de Bir Hakeim i el filferro de pues a les 8:15 del matí, va carregar i va perdre 31 tancs i un canó autopropulsat Semovente. Deu tancs van aconseguir passar pel camp de mines i van ser noquejats pels canons antitanc de 75 mm, causant 124 baixes italianes. Les restes del IX Batalló es van retirar cap al cos principal de la Divisió Ariete, que es va traslladar cap al nord cap a Bir el Harmat cap al migdia, seguint el pla original de Rommel

### 28 de maig - 30 de maig
El 28 de maig, la Força Aèria del Desert (DAF) va fer un esforç màxim per atacar les columnes de l'Eix al voltant d'El Adem i Bir Hakeim, però amb la poca visibilitat, va bombardejar Bir Hakeim i els seus voltants, enganyada pels restes de tancs italians al voltant de la posició i Kœnig va enviar un destacament per destruir els restes per evitar més errors. Es va enviar una columna francesa per contactar amb la 150a Brigada d'Infanteria, estacionada més al nord. Al cap d'unes hores, l'artilleria italiana els va obligar a retirar-se però la columna francesa va destruir set semi-erugues. El 29 de maig, el destacament del Capità Gabriel Brunet de Sairigné va destruir tres tancs alemanys, els atacs aeris britànics van interceptar dues incursions dels bombarders en picat Junkers Ju 87 Stuka i els caces bombarders van atacar les línies de subministrament de l'Eix al sud i a l'est de Bir Hakeim. El 30 de maig, 620 soldats de la 3a Brigada Motoritzada de l'Índia, capturats per l'Eix i alliberats després al desert, van arribar al fort i es van afegir als 243 presoners que ja hi havia, empitjorant l'escassetat d'aigua. El destacament del Capità Lamaze, a petició de la 7a Divisió Blindada, va tancar la bretxa oberta el dia abans pels tancs de l'Eix als camps de mines. Dirigits pel coronel Dimitri Amilakhvari, els legionaris van ser emboscats però van aconseguir retirar-se amb l'ajuda dels Bren Carriers de la 9a Companyia (Pierre Messmer).

### 31 de maig - 1 de juny
El 31 de maig, durant una tempesta de sorra de dos dies, cinquanta camions de subministrament de la 101a Companyia de Transports (Capità Dulau), van arribar a Bir Hakeim amb aigua i van portar-se els indis, els presoners i els ferits greus a les línies britàniques. Una incursió dels destacaments Messmer, de Roux i de Sairigné, dirigida per Dimitri Amilakhvari, va destruir cinc tancs i un taller de reparació de vehicles blindats. El Panzerarmee s'havia vist obligat a retirar-se cap a l'oest, a una zona al nord de Bir Hakeim, que es va conèixer com The Caudron (La Caldera), després d'haver atacat la caixa de la 150a Brigada d'Infanteria des del 28 de maig. Durant el dia, la Desert Air Force (DAF) va perdre setze avions, la pitjor pèrdua diària de la batalla; la Luftwaffe va perdre nou avions. Al costat oest de the Cauldron, la 150a Brigada d'Infanteria va ser sobrepassada a finals de l'1 de juny malgrat els intents de socors britànics. Les tropes de l'Eix que havien quedat atrapades van obtenir una ruta de subministrament pels camps de mines del Vuitè Exèrcit al nord de Bir Hakeim i l'endemà al matí l'encerclament del fort va ser reprès per la 90a divisió lleugera, la Divisió Trieste i tres regiments de reconeixement blindat de la 17a Divisió d'Infanteria Pavia. A les 8:00 a.m., les tropes alemanyes es van apropar des del sud i les forces italianes van avançar des del nord. Dos oficials italians es van presentar a les 10:30 a.m. a les línies del 2n Batalló de la Legió Estrangera, demanant la capitulació del fort, cosa que Kœnig va rebutjar.

### 2 de juny - 4 de juny
A partir de les 10:00 a.m. del 2 de juny, ambdós bàndols van intercanviar foc d'artilleria, però els canons de camp francesos tenien menys rang que l'artilleria alemanya i el fort va ser bombardejat per avions alemanys i italians. Els bombarders en picada Stuka van atacar Bir Hakeim més de vint vegades, però les posicions franceses estaven tan ben construïdes que eren gairebé invulnerables. Els britànics no van poder reforçar els francesos, que van rebutjar l'atac de la divisió "Ariete", però el 2 de juny, la DAF es va concentrar al voltant del fort amb patrulles de caces i atacs de caces-bombarders. La visió de desenes de vehicles cremats va ajudar a mantenir la moral dels defensors, que assetjaven les comunicacions de l'Eix al voltant del fort, igual que la 7a Brigada Motoritzada i la 29a Brigada d'Infanteria Índia que es trobaven als voltants. El 4 de juny, els caces i bombarders DAF van interrompre els atacs de Stuka i van bombardejar vehicles de l'Eix, fent volar un vagó de municions en vista dels francesos però perdent set avions. Kœnig va enviar un missatge al vicemariscal de l'aire Arthur Coningham. "Bravo! Merci pour la R.A.F" (Bravo, gràcies per la RAF) que va portar la resposta "Merci pour le sport" (Gràcies per l'Esport).

### 5 de juny - 7 de juny
Del 5 al 6 de juny, la DAF va fer menys sortides a Bir Hakeim, concentrant-se a la caixa de Knightsbridge i al voltant de les 11:00 a.m. del 6 de juny, la 90a Divisió Lleugera va atacar amb el suport dels enginyers per intentar netejar un pas pel camp de mines. Els enginyers van arribar a menys de 800 m. del fort, després d'haver trencat el camp de mines exterior i durant la nit van aconseguir netejar diversos passatges al perímetre interior. La infanteria alemanya va penetrar el perímetre, però les tropes franceses des de les trinxeres i pous de tirador, van mantenir un gran volum de foc que va obligar els alemanys a posar-se a cobert. L'operació Aberdeen, un intent de destruir les forces de l'Eix a la Caldera, que havia començat la nit del 4 al 5 de juny, va ser un fracàs desastrós. Ritchie va considerar retirar els francesos del fort per alliberar la 7a Brigada Motoritzada, però va decidir mantenir la posició i el 7 de juny es van fer quatre incursions de DAF contra els alemanys als camps de mines. Aquella nit, un últim comboi es va apropar al fort i l'aspirant Bellec va travessar les línies alemanyes, en una espessa boira per guiar el comboi cap a dins. Els alemanys van utilitzar la boira per preparar un assalt final; tancs, canons de 88 mm i els enginyers del coronel Hecker es van posicionar davant del fort.

### 8 de juny - 9 de juny

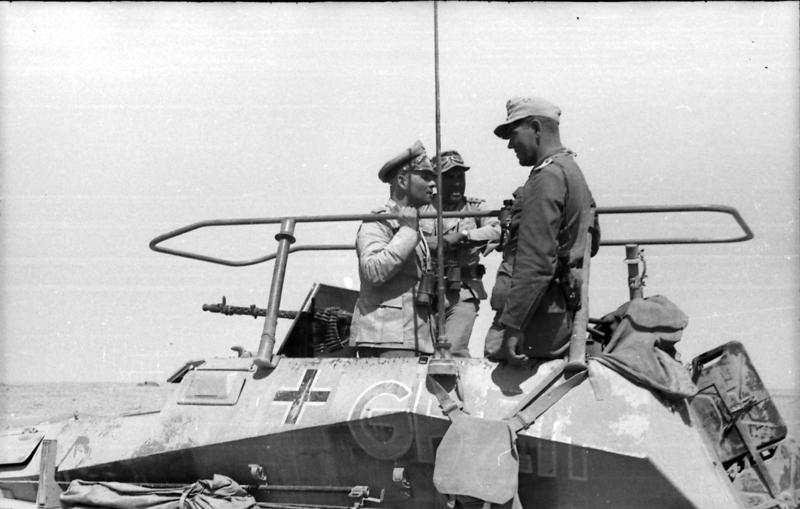
Erwin Rommel i Fritz Bayerlein prop de Bir Hakeim

El matí del 8 de juny, després de la derrota de l'operació Aberdeen, Rommel va alliberar part de la 15a Divisió Panzer i el Grup Hecker per al setge. Rommel va manar un atac des del nord, apropant-se el més a prop possible en una espessa boira, amb l'artilleria disparant directament contra les fortificacions. La Luftwaffe va fer atacs constants, incloent una incursió de quaranta-cinc Ju 87 Stukas, tres bombarders Junkers Ju 88 i deu caces bimotors Messerschmitt Bf 110 escortats per cinquanta-quatre caces Bf 109. Poc abans de les 10:00 a.m. va començar l'atac. Els defensors txadians i congolesos van aguantar malgrat les nombroses baixes i, a la tarda, uns altres seixanta Stukas van bombardejar el perímetre i es va fer un atac per totes les defenses del nord. Un dipòsit de municions va esclatar i el perímetre es va forçar enrere. Kœnig va informar que la guarnició estava esgotada, que havia patit moltes baixes i que estava fent servir les seves reserves; va demanar més suport aeri i una operació de socors. La DAF va fer un altre esforç màxim, va fer un rècord de 478 sortides i durant la nit, els caces Hawker Hurricane i els bombarders Douglas Boston van llançar subministraments a la guarnició.
El matí del 9 de juny, vint Ju 88 i quaranta Ju 87 Stukas escortats per cinquanta caces Me 110 i Bf 109, van atacar Bir Hakeim. Els alemanys van esperar que la resta de la 15a Divisió Panzer arribés mentre l'artilleria i els avions alemanys bombardejaven el fort. Aleshores, un atac en dos fronts va colpejar el perímetre. La infanteria italiana va lluitar al costat del Kampfgruppe Wolz, la infanteria alemanya del Sonderverband 288 (Comando Especial 288) de la 90a Divisió Lleugera, elements de les unitats de reconeixement i infanteria de la 15a i 21a Divisions Panzer i el Kampfgruppe Kiehl una companyia d'11 tancs. L'objectiu era el punt 186, el cim d'una suau pujada del sòl que actuava com a posició de control de foc per a la guarnició. Es van produir algunes escaramusses entre el 66è Regiment d'Infanteria de la Divisió Trieste i els homes comandats pel tinent Bourgoin, la unitat del qual només es comptava amb granades de mà. El Bataillon de Marche va fer una defensa decidida però va ser forçat a retrocedir, malgrat els reforços de la 22a Companyia nord-africana.
A la tarda, al sud, prop de l'antic fort, l'Oberstleutnant Ernst-Günther Baade va dirigir dos batallons del 115è Regiment de Fusellers a l'assalt i en un avanç costós, es van situar a 200 m. del fort a la nit. A les 13.00 hores, mentre 130 avions bombardejaven la cara nord del fort, la infanteria alemanya i la 15a Divisió Panzer van atacar darrere d'un bombardeig d'artilleria. Els atacants van trencar les línies de la 9a Companyia i la posició central de l'aspirant Morvan però la situació es va restaurar amb un contraatac dels Bren Carrier. Molts avions DAF estaven inservibles i l'esforç del dia es va reduir molt, però dos hurricanes van deixar caure subministraments mèdics; Els atacs contra els assetjadors intentats per columnes de la 7a Brigada Motoritzada i la 29a Brigada d'Infanteria Índia eren massa petits per tenir molt efecte. A la tarda, Messervy, el comandant de la 7a Divisió Blindada, va assenyalar que podria ser necessària una ruptura i Kœnig va demanar protecció de la DAF, per a una evacuació a les 11:00 p.m. aquella nit. La sol·licitud es va fer amb massa poc temps i la guarnició va haver d'esperar fins a la nit del 10 de juny perquè els britànics poguessin organitzar un punt de trobada al sud.

### Retirada, 10 i 11 de juny
Durant el 10 de juny, els francesos van aguantar i van patir moltes baixes; quan només quedaven dos-cents projectils de 75 mm i 700 de morter, un altre atac al sector nord contra les línies del Batalló Oubangui-Chari i la 3a Legió Estrangera va ser contingut per un contraatac de les unitats Messmer i Lamaze, amb el suport de Bren Gun Carriers i les darreres rondes de morter. A la tarda, l'atac aeri més gran del setge, una incursió d'un centenar d'Stukas va llançar 132 tonesde bombes. Rommel va predir que Bir Hakeim cauria l'endemà, però va resistir la pressió per atacar amb tancs, tement que molts es perdessin als camps de mines.
Quan va caure la foscor, els sapadors van començar a netejar les mines de la cara oest de la fortalesa, es va preparar equipament pesat per a la demolició i es van detallar dues companyies per quedar-se enrere per dissimular la retirada. Es va concertar una cita amb la 7a Brigada Motoritzada, que va conduir un comboi de camions i ambulàncies fins a un punt a 7 km al sud del fort. L'eliminació de les mines per part dels sapadors va trigar més del que s'esperava i només van poder netejar un pas estret, en lloc d'un passadís de 200 m. Els vehicles es van desviar i les ambulàncies i els ferits que podien caminar van sortir del perímetre amb 75 minuts de retard a les 20.30 hores. Kœnig va posar el fort sota el comandament d'Amilakhvari, el comandant de la Legió Estrangera i va deixar el fort al capdavant de la columna amb seu Ford, conduït per Susan Travers, una anglesa, l'única membre femenina de la Legió Estrangera francesa (i una de les diverses dones), majoritàriament britàniques, presents al setge.

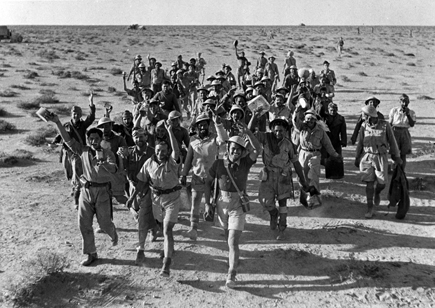
Les Forces Franceses Lliures evacuen Bir Hakeim

El llançament d'una bengala va fer que les tropes de l'Eix properes obrissin foc. El guia de la columna del Quarter General es va perdre. Quan Kœnig va aconseguir arribar amb la columna principal, estaba bloquejada per les tropes de la 90a Divisió Lleugera i va ordenar una carrera, tot i el perill de les mines; Lamaze, el capità Charles Bricogne i el tinent Dewey van ser morir a la mêlée. La trobada va ser organitzada per la 550 Company Royal Army Service Corps (RASC) que conduïa camions i guiava ambulàncies de campanya addicionals, amb tripulacions de la reguarda sense experiència, escortades pel 2n King's Royal Rifle Corps (KRRC) i la 2n Rifle Brigade a banda i banda. Les ambulàncies es van separar a la foscor però van ser trobades i guiades al punt de trobada. La major part de la brigada va aconseguir trencar el setge, arribar a Bir el Gubi i després retirar-se a Gasr-el-Arid a les 7:00 a.m. de l'11 de juny. Uns 2.700 homes dels 3.600 originals van escapar, inclosos 200 ferits; durant el dia, les patrulles britàniques van recollir els que s'havien quedat en darrera.

## Conseqüències

### Anàlisi
L'ocupació de Bir Hakeim per els francesos lliures havia allargat la ruta de subministrament de l'Eix al voltant de l'extrem sud de la línia de Gazala, els va causar moltes pèrdues i va donar més temps als britànics per recuperar-se després de la seva derrota al Cauldron. Del 2 al 10 de juny, la DAF havia volat unes 1.500 sortides i havia perdut 19 caces sobre el fort, enfront d'unes 1.400 sortides de l'Eix en les quals 15 avions alemanys i cinc italians van ser abatuts; la 7a Brigada Motoritzada va portar quatre combois de subministrament a Bir Hakeim del 31 de maig al 7 de juny. La moral francesa lliure es va elevar per la seva actuació a la batalla; una victòria havia estat molt necessària per demostrar als aliats que l'exèrcit dels francesos era una força seriosa, que podia contribuir a la guerra contra Alemanya. De Gaulle la va utilitzar per soscavar la cooperació amb el règim de Vichy. El 1960, l'historiador oficial britànic Ian Playfair va escriure 
Al principi havia fet més llarga i difícil la ruta temporal de subministrament de l'enemic; li havia causat moltes baixes i va donar als britànics l'oportunitat de recuperar-se de la seva derrota a la Caldera. La brigada del general Kœnig va causar una gran impressió a l'enemic amb la seva resistència valenta i emprenedora i el seu èxit va donar un impuls ben guanyat a l'orgull dels francesos lliures, que, per primera vegada a l'Orient Mitjà, havien lluitat contra els alemanys i els italians pel seu compte.
i Auchinleck va dir el 12 de juny de 1942: "Les Nacions Unides s'han d'omplir d'admiració i gratitud pel que fa a aquestes tropes franceses i al seu valent general Kœnig". Després de la guerra, el generalmajor Friedrich von Mellenthin va escriure: "Alguns oficials britànics han insinuat que la moral francesa va cedir, però en tot el curs de la guerra del desert, mai no ens vam trobar amb una defensa més heroica i ben sostinguda".

### Baixes
Buell el 2002 i Ford el 2008 van escriure sobre 141 francesos morts, 229 ferits i 814 homes presoners, amb la pèrdua de 53 canons i cinquanta vehicles. Els britànics van perdre 86 avions abatuts per avions i 24 per antiaèries. Les pèrdues de l'Eix van ser de 3.300 morts o ferits, 227 capturats, 164 vehicles destruïts i 49 avions abatuts. La Regia Aeronautica va perdre 21 avions, vuit en combats aeris. El 2004, Douglas Porch va registrar que l'Eix va fer 845 presoners a Bir Hakeim, només un deu per cent dels quals eren francesos; Hitler havia ordenat que els refugiats polítics alemanys capturats fossin assassinats, una ordre que Rommel va ignorar.